# Giovanni Severi
Giovanni Severi (Arezzo, 15 aprile 1843 – Arezzo, 10 febbraio 1915) è stato un avvocato e politico italiano.

## Biografia
Nato in una famiglia che vanta antenati illustri nelle scienze giuridiche e nelle arti all'età di sedici anni si aggrega volontario alle truppe di Garibaldi e partecipa alla campagna del 1859 in Lombardia della prima guerra d'indipendenza. L'anno successivo un imprevisto gli impedisce di partire coi Mille da Quarto e raggiunge la spedizione in tempo per combattere a Capua e sul Volturno. Prende parte anche al tentativo di Garibaldi di prendere Roma nel 1862, fermato dall'esercito italiano sull'Aspromonte, e in tale occasione viene arrestato per la sua adesione al Partito d'Azione mazziniano. Nei due anni successivi completa a Pisa gli studi di giurisprudenza cominciati a Firenze senza rinunciare all'impegno politico, che porta avanti nel circolo democratico studentesco. Conseguita la laurea (1864) si dedica al praticantato ad Arezzo e lo interrompe per prendere parte alla terza guerra d'indipendenza, in cui combatte nella battaglia di Bezzecca.
Tornato in Toscana si dedica alla professione forense e nel 1869 partecipa alla fondazione della loggia massonica aretina "Benedetto Cairoli", di cui in seguito ricopre più volte la carica di maestro venerabile. Anticlericale, repubblicano e progressista, sia nella vita professionale che in quella politica, cui comincia ad avvicinarsi nel 1870, esprime posizioni nettamente radicali, in specie quando si tratta di assumere la difesa di militanti e giornalisti dell'area socialista e democratica. La già buona reputazione che gode negli ambienti progressisti aumenta con la difesa "pro bono publico" dei militanti del circolo repubblicano di Anghiari, arrestati a seguito dei fatti del 19 marzo 1879, quando ricopre già da qualche anno le cariche di consigliere comunale e provinciale di Arezzo. La sua difesa degli imputati e i ricorsi contro il decreto prefettizio di scioglimento del circolo ne fanno un ascoltato leader della sinistra aretina e toscana, da cui attinge il sostegno per la prima candidatura alla Camera nel collegio di Arezzo alle elezioni del 1876, che segue di un anno la fondazione del comitato aretino contro la pena di morte. Sostenuto e proposto da un gruppo che si autodefinisce "Progressisti" viene battuto dal candidato liberale ma ha fatto le prove generali per le successive consultazioni del 1882, in cui riesce eletto anche grazie all'età minima abbassata da 25 a 21 anni, la riduzione del censo da 40 a 19,8 lire di tasse pagate e l'estensione del diritto indifferentemente a tutti i cittadini che avessero superato la terza elementare..
A contribuire in misura determinante al suo successo elettorale è la reputazione di "avvocato brillante, di non comune abilità dialettica, polemico in contrapposizione con le convenzioni politico-sociali dominanti" e un articolato programma basato sulla cura del malcontento popolare per l'azione dei governi liberali e una riforma dei tributi dove "paghi chi ha, e sia libero da tasse il necessario alla vita". Fedelissimo di Felice Cavallotti appoggia nel gruppo dell'estrema sinistra diverse proposte promosse da Agostino Depretis in materia di tasse e di ulteriore estensione del suffragio elettorale, da estendersi anche alle donne. Nel corso della sua prima legislatura si impegna con forte determinazione sul fronte della repressione politica delle sinistre e della presunta accondiscendenza degli organi dello Stato (in particolare dei prefetti) con gli autori di gesti intimidatori o attentati verso uomini e sedi dei movimenti radicale e socialista; tra le numerose interrogazioni svolte denuncia due tentati omicidi contro il presidente dell'associazione costituzionale e contro il sindaco di Arezzo Pietro Mori, presidente di un'associazione operaia.
Col suo denso impegno parlamentare riesce a conferire alla sua persona e all'associazione democratico-radicale che lo sostiene un prestigio tale da fare di Arezzo l'unico collegio vittorio per la sinistra in Toscana. Gran parte del merito va alla decisa opposizione alle misure repressive di Francesco Crispi, visto anche (non a torto) come un voltagabbana, e al suo progetto di abolire diciannove province, tra le quali quella aretina. Tale opposizione gli vale tuttavia le simpatie di Giovanni Giolitti, storico rivale politico del Crispi, che lo coopta quale suo alleato per tornare al governo. L'avvicinamento di Severi al politico di Dronero è all'origine di un graduale ma deciso sfaldamento della sinistra democratica e repubblicana. Il primo sintomo risale al 1892, quando vota contro la commissione parlamentare d'inchiesta sulle banche proposta a seguito dello scandalo della Banca Romana, in cui Giolitti è fortemente coinvolto. Ai primi del novecento il Severi, rieletto con una schiacciante maggioranza frutto di un'alleanza tra radicali, socialisti e repubblicani, viene accusato di aver intrapreso "un percorso involutivo" conciliante verso la monarchia e i suoi governi, contro i quali svolge un'opposizione che non è più preconcetta. La nomina a senatore a vita, voluta da Giolitti nel 1904 e che impone al neo-nominato il giuramento di fedeltà al Re, inasprisce contrasti e diffidenze reciproche.
La scissione si consuma nel 1908, quando il movimento radicale aretino si è a sua volta diviso tra la base e la componente moderata. Il Severi sottoscrive infatti un documento che si oppone all'alleanza elettorale tra radicali e socialisti e fuoriesce dal movimento costituendo una sua associazione radicale-moderata intitolata alla memoria del Cavallotti. Nonostante un riavvicinamento per le manifestazioni in memoria di Francesc Ferrer i Guàrdia la forza della sinistra in quella che era stata la "provincia rossa" d'Italia viene irrimediabilmente compromessa.